# Hemiscolopendra perdita
Hemiscolopendra perdita är en mångfotingart som beskrevs av Chamberlin 1955. Hemiscolopendra perdita ingår i släktet Hemiscolopendra och familjen Scolopendridae. Inga underarter finns listade i Catalogue of Life.